# Droga krajowa nr 24 (Polska)
Droga krajowa nr 24 (DK24) – droga krajowa klasy GP biegnąca między Pniewami a Rudnicą k. Gorzowa Wielkopolskiego, o długości 73 km. Odcinek tej drogi na terenie województwa wielkopolskiego posiada metrowej szerokości pobocza asfaltowe. Przebiega przez dwa województwa, tzn. lubuskie i wielkopolskie. Za pomocą DK92 oraz S3 łączy stolice tychże województw, Poznań i Gorzów Wielkopolski, a poprzez DK22 może połączyć je także z Kostrzynem nad Odrą. W maju 2014 zmienił się przebieg drogi krajowej w okolicy Skwierzyny – trasa poprowadzona została nową obwodnicą od strony południowo-wschodniej, częściowo wspólnym odcinkiem z drogą ekspresową S3.

## Historia numeracji
Na przestrzeni lat trasa posiadała różne oznaczenia:
| Numer | Przebieg (odcinek)                                                                                     | Lata obowiązywania | Źródło | Uwagi |
| ----- | --- | ------------------ | --- | --- |
| 3     | Pniewy – Skwierzyna – granica państwa (– Berlin)                                                       | 1921 – lata 40.    | Ustawa z dnia 10 grudnia 1920 r. o budowie i utrzymaniu dróg publicznych w Rzeczypospolitej Polskiej (Dz.U. z 1921 r. nr 6, poz. 32) | Fragment drogi państwowej nr 3 relacji łączącej Warszawę z Poznaniem i ówczesną granicą polsko-niemiecką                   |
| R 114 | Küstrin (Kostrzyn) – Hammer (Rudnica) – Schwerin (Skwierzyna) – Wierzebaum (Wierzbno) – Pinne (Pniewy) | 1939 (?) – 1945    | - Der Große Conti-Atlas für Kraftfahrer. Deutsches Reich und Nachbargebiete 1:500 000 mit den Reichsautobahnen, wyd. 18, Hannover: Kartographischer Verlag der Continental Caoutchouc-Compagnie G.m.b.H., 1938 (niem.). Brak numerów stron w książce - DDAC Strassenkarte von Deutschland Masstab 1:1.250.000 (Juli 1941), München: IRO-Verlag Carl Kremling, lipiec 1941 (niem.). Brak numerów stron w książce | numer nadany w czasach niemieckiej okupacji                                                                                |
| 17    | Pniewy – Skwierzyna                                                                                    | lata 40. – ?       | Mapa samochodowa Polski 1:1 000 , Warszawa: Państwowe Przedsiębiorstwo Wydawnictw Kartograficznych, 1962. Brak numerów stron w książce | - Brak danych o numeracji na zachód od Skwierzyny - Fragment drogi państwowej nr 17 łączącej Pniewy z Poznaniem i Warszawą |
| 17    | granica państwa – Kostrzyn nad Odrą – Krzeszyce – Ociosna                                              | ? – 14 II 1986     | Samochodowy atlas Polski 1:500 000. Wyd. IX. Warszawa: Państwowe Przedsiębiorstwo Wydawnictw Kartograficznych, 1984. Brak numerów stron w książce | |
| E14   | Ociosna – Skwierzyna                                                                                   | ? – 1985           | Samochodowy atlas Polski 1:500 000. Wyd. IX. Warszawa: Państwowe Przedsiębiorstwo Wydawnictw Kartograficznych, 1984. Brak numerów stron w książce | |
| T8    | Skwierzyna – Pniewy                                                                                    | ? – 1985           | Samochodowy atlas Polski 1:500 000. Wyd. IX. Warszawa: Państwowe Przedsiębiorstwo Wydawnictw Kartograficznych, 1984. Brak numerów stron w książce | Wyodrębniona w latach 70. z drogi państwowej nr 17                                                                         |

## Dopuszczalny nacisk na oś
Od 13 marca 2021 roku na całej długości drogi dozwolony jest ruch pojazdów o nacisku pojedynczej osi napędowej do 11,5 tony.

### Do 13 marca 2021 r.
Wcześniej droga krajowa nr 24 była objęta ograniczeniami dopuszczalnego nacisku pojedynczej osi:
| Znak | Dopuszczalny nacisk | Lata obowiązywania | Odcinek |
| ---- | ------------------- | ------------------ | --- |
| 24   | do 11,5 tony        | 2014–2021          | węzeł „Skwierzyna Południe” – węzeł „Skwierzyna Zachód”                                                               |
| DK24 | do 10 ton           | 2005–20xx          | Pniewy – Gorzyń – Skwierzyna – Wałdowice                                                                              |
| DK24 | do 10 ton           | 2010–2015          | Pniewy – Gorzyń – Skwierzyna – Wałdowice                                                                              |
| DK24 | do 10 ton           | 2015–2021          | - Pniewy – Gorzyń – Skwierzyna (, węzeł „Skwierzyna Południe”) - Skwierzyna (, węzeł „Skwierzyna Zachód”) – Wałdowice |

## Ważniejsze miejscowości leżące na trasie DK24
- Rudnica (DK22)
- Skwierzyna (S3) – obwodnica
- Przytoczna
- Kwilcz
- Lubosz
- Pniewy (DK92) – obwodnica